# Ambasador wizytujący
Ambasador wizytujący (ang. roving ambassador) – szef misji dyplomatycznej pierwszej klasy, reprezentujący państwo wysyłające wobec władz innego państwa lub organizacji międzynarodowej, który nie ma siedziby w kraju akredytacji, tylko w ministerstwie spraw zagranicznych swojego państwa. Natomiast kraj, w którym jest akredytowany, odwiedza regularnie.
Na czas nieobecności w pracy ambasadora wizytującego nie wyznacza się charge d'affaires ad interim, a kierowaną przez państwo przyjmujące korespondencję oficjalną przyjmuje i załatwia właściwy departament terytorialny w ministerstwie.
Ambasadorów wizytujących mianuję się z przyczyn ekonomicznych, gdyż państwo wysyłające nie musi wtedy ponosić kosztów utrzymania ambasady.
Polska obecnie ma akredytowanych ambasadorów wizytujących w Mongolii oraz Sudanie. Stanowisko ambasadora wizytującego na Malcie w 2020 zostało przekształcone w ambasadora rezydującego na miejscu.